# Arheje
Arheje (lat. Archaea) (starogrčki ἀρχαῖος, archaĩos "prastar", "prvobitan") ranije nazivane i Archaebakterijama ili prabakterijama tvore, pored bakterija i eukariota jednu od tri domene u koje se dijele sva živa bića kod kojih postoji stanica.
 Mikroskopski su jednostanični organizmi.

## Povijest istraživanja
Pronađene su 1977. godine. Prvo su bile klasificirane kao bakterije, a kasnijim genskim i biokemijskim analizama ustanovilo se da su arheje srodnije eukariotima. To su otkrili Woese i suradnici. Na njihov su prijedlog 1996. godine uvrštene u novu domenu, koja je taksonomski razina iznad kraljevstva, pa je cijeli živi svijet re-klasificiran u tri domene: bakterije, eukarioti i arheje. Do danas je opisano oko 250 vrsta arheja koje su svrstane dva koljena: Euryarchaeota i Crenoarchaeota.

## Archaee, bakterije i eukarioti
To su jednostanični organizmi s uglavnom zatvorenom molekulom DNK (nazvanom i kromosom).
Veći dio osobina stanične strukture i metabolizma Archaea liči na druge prokariote. No, njihova genetska transkripcija i translacija - dva osnovna procesa molekularne biologije - pokazuju tipične osobine bakterija, ali su vrlo slični onima, koji se sreću kod eukariota. Osobine koje arheje razlikuju bitno od prokariota su nepostojanje peptidoglikana u staničnoj stijenci te DNK namotana na histone. Ono što ih pak razlikuje od eukariota jest postojanje plazmida u citoplazmi i prije navedena stanična stijenka.
Druge osobine ih opet svrstavaju u zasebnu skupinu. Za razliku od većine bakterija, imaju jednostruku staničnu membranu. Pored toga, dok su stanične membrane bakterija i eukariota građene pretežno od lipida koji su glicerolni esteri, membrane archaea su građene od lipida koji su glicerolni eteri. Te razlike su možda rezultat prilagodbe dijela archaea ekstremnim uvjetima u određenim staništima. Archaee imaju bičeve, ali oni se svojim sastavom i razvojem bitno razlikuju od na oko sličnih bičeva koje imaju bakterije.

## Staništa
Većina archaea su ekstremofili, što znači da su prilagođeni životu u ekstremnim biotopima. Mnoge archaee mogu živjeti pri vrlo visokim temperaturama (više od 80°C, hipertermofil), vrlo niskoj i vrlo visokoj pH vrijednosti (acidofil odnosno alkalofil) ili vrlo visokoj koncentraciji soli (halofil). Pokazalo se da mogu živjeti na mjestima za koje se mislilo da život tamo ne može postojati.
Zbog te ekstremofilnosti ekološko značenje archaea je do nedugo smatrano relativno malim. 
Ustanovilo se da postoje i arheje umjerenih staništa, mezofilne arheje.
Zadnjih se godina korištenjem novih molekularnih metoda spoznalo, da su archaee veliki dio živih bića u relativno hladnoj morskoj vodi, u tlu i u slatkoj vodi. U određenim dijelovima oceana neke archaee čine i do 90% svih živih bića. Ukupno se procjenjuje da u oceanima postoji oko 1,3 x 1028 archaea i 3,1 x 1028 bakterija.

## Primjena
Arheje imaju enzime koji funkcioniraju na visokim temperaturama, zbog čega ih se istražuje kako bi se ti enzimi mogli komercijalno primijeniti. Izolirani arhejski enzimi mogli bi se dodati u detergente i enzimi koji pretvaraju kukuruzni škrob u dekstrine. Također se arheje može primijeniti u ekološke svrhe, za čišćenje kontaminiranih mjesta poput naftnih mrlja u oceanima.